# Tell All Your Friends
Tell All Your Friends, musikbandet Taking Back Sundays debutalbum. Albumet släpptes av skivbolaget Victory Records år 2002.

## Spår
1. "You Know How I Do" – 3:21
2. "Bike Scene" – 3:35
3. "Cute Without The 'E' (Cut From The Team)" – 3:31
4. "There's No 'I' In Team" – 3:48
5. "Great Romances Of The 20th Century" – 3:35
6. "Ghost Man On Third" – 3:59
7. "Timberwolves At New Jersey" – 3:23
8. "The Blue Channel" – 2:30
9. "You're So Last Summer" – 2:59
10. "Head Club" – 3:02